# NGC 5118
NGC 5118 (również IC 4236, PGC 46782 lub UGC 8413) – galaktyka spiralna z poprzeczką (SBc), znajdująca się w gwiazdozbiorze Panny. Odkrył ją William Herschel 12 maja 1793 roku. Jest zaliczana do radiogalaktyk.